# Nectobrachia iceli
Nectobrachia iceli is een eenoogkreeftjessoort uit de familie van de Lernaeopodidae. De wetenschappelijke naam van de soort is voor het eerst geldig gepubliceerd in 1996 door Ho & Kim I.H..